# Arroyo del Sauce (Río Yí, rechtsseitig, II)
Der Arroyo del Sauce ist ein Fluss in Uruguay.
Er entspringt auf dem Gebiet des Departamento Durazno einige Kilometer nordöstlich von Sarandí del Yí. Von dort fließt er in südliche Richtung und mündet schließlich nördlich des an der gegenüberliegenden Flussseite befindlichen Cerro del Cascabel als rechtsseitiger Nebenfluss in den Río Yí.